# Triaspis abditiva
Triaspis abditiva är en stekelart som beskrevs av Martin 1956. Triaspis abditiva ingår i släktet Triaspis och familjen bracksteklar. Inga underarter finns listade i Catalogue of Life.